# 三津七湊
三津七湊是日本室町時代末期成立的《廻船式目》（日本最早海洋法規集）所列日本十大港灣之總稱。

## 三津
- 安濃津：伊勢國安濃郡（三重縣津市）
- 博多津：筑前国那珂郡（福岡縣福岡市）
- 堺津 : 攝津國住吉郡、和泉国大鳥郡（大阪府堺市）

中国明代歷史書《武備志》將以下3港稱為日本三津、三箇之津。
- 安濃津
- 博多津
- 坊津：薩摩國川邊郡（鹿兒島縣南薩摩市）

## 七湊
- 三国湊：越前国坂井郡（福井縣坂井市）九頭龍川河口。
- 本吉湊：加賀国石川郡、能美郡（石川県白山市）手取川河口。
- 輪島湊：能登国鳳至郡（石川縣輪島市）河原田川河口。
- 岩瀨湊：越中国上新川郡（富山縣富山市）神通川河口。
- 今町湊（直江津）：越後国中頸城郡（新潟縣上越市）關川河口。
- 土崎湊（秋田湊） : 出羽国秋田郡（秋田縣秋田市）雄物川河口。
- 十三湊：陸奧國（津輕、青森縣五所川原市）岩木川河口。

這些湊以日本海交易的據點而繁榮，近世成為北前船的泊船港。

## 腳註
1. ↑  三津、七湊 （页面存档备份，存于） 5/19 頁 （（港湾空間高度化環境研究中心）2010-07-16 查閱